# دآن (جيلين)
دآن (بالصينية : 大安 ، بينيين : Dà'ān ، حرفيًا : دالاي وأنتشانغ) هي مدينة بمقاطعة جيلين الشمالية الغربية في شمال شرق الصين، على الضفة الجنوبية لنهر سونغوا والحدود مع مقاطعة هيلونغجيانغ. وهي تحت إدارة مدينة بايتشنغ، على بعد 115 كيلومتر (71 ميل) إلى الغرب، وتقع على بعد 57 كيلومتر (35 ميل) شمال غرب سونغيوان.

## التقسيمات الإدارية
هناك 5 مناطق فرعية، 10 مدن، 16 بلديات، وبلدية عرقية واحدة.
المقاطعات الفرعية : 
- حي انبي الفرعي (安 北 北)، حي جينهوا الفرعي (Lin 街道)، حي لينجيانج الفرعي (临江 街道)، حي هويانج الفرعي (慧 阳 街道)، حي تشانجهونج الفرعي.

المدن : 
- يويليانجباو (月亮泡镇)، انتشانغ (安广镇)، فينجشو (丰收镇)، شينبينجان (新平安镇)، ليانججيازي (两家子镇)، شلي (舍力镇)، داجانجزي (大岗子镇)، تشاجان (叉 干 镇)، لونجزهاو (龙 沼 镇).

بلديات : 
- بلدية سيكيشو (四棵树乡)، بلدية يانخه (联合乡)، بلدية تايشان (太山乡)،  بلدية سيداوا (西大洼乡)، بلدية ليشينج (乐胜乡)، بلدية تشينمانج (新荒乡)، بلدية الدالاي لاما (大赉乡)، بلدية هومججانزي (红岗子乡)، بلدية تونغيان (同建乡)، بلدية لايفو (来福乡)، بلدية يوخه (六合乡)، بلدية قو تشنغ (古城乡)، بلدية شاوجووزهين (烧锅镇،) ، بلدية دايوشو (大 榆树 乡)، بلدية هايتوو (海 坨 乡)، بلدية جينجشان (静 山乡)، بلدية تشينأيلي العرقية المنغولية (新 艾里 蒙古族 乡).